# Far Cry 3: Blood Dragon
Far Cry 3: Blood Dragon é um jogo eletrônico de tiro em primeira pessoa desenvolvido pela Ubisoft Montreal e publicado pela Ubisoft. É uma expansão solo do jogo de 2012 Far Cry 3, e é o sexto jogo da série Far Cry. Esse jogo é uma parodia dos filmes e jogos de ação de 1980, ele se passa em uma ilha Retro-futurista, em mundo aberto, com jogadores assumindo o papel do sargento Ciborgue militar Rex "Power" Colt.
O jogo foi lançado em 30 de abril de 2013, para PlayStation 3 na PlayStation Network, e dia primeiro de maio de 2013 para Microsoft Windows e Xbox 360, pela Xbox Live Arcade. O jogo foi bem recebido pela crítica especializada em seu lançamento. Ele esteve disponível de graça como parte do aniversário de 30 anos da Ubisoft, em novembro de 2016, e novamente por alguns dias em dezembro do mesmo ano, mas apenas na plataforma Uplay.